# ایوو اشتاکولا
ایوو اشتاکولا (انگلیسی: Ivo Štakula; ۲۵ فوریهٔ ۱۹۲۳ – ۲۶ اکتبر ۱۹۵۸) بازیکن واترپلو اهل یوگسلاوی بود.